# Джордж Рийвс
Джордж Рийвс (на английски: George Reeves) е американски актьор, най-добре познат както с ролята си на Супермен в излъчвания през 1950 г. телевизионен сериал „Приключенията на Супермен“ (1951 – 1958), така и със съмнителната си смърт на 45-годишна възраст.

## Биография
Роден е като Джордж Кийфър Брюър (George Keefer Brewer) в Уулсток, Айова, в семейството на Дон Брюър и Хелън Лешер. След сватбата двамата се изнасят от дома на родителите на Хелън в Гейлсбърг, Илинойс, в Уулсток, където Брюър е получил работа като аптекар в много малък град недалече от неговия роден град. Джордж се ражда 5 месеца след сватбата, скоро след която двамата се разделят и Хелън се връща обратно в Гейлсбърг. Бащата на Джордж Рийвс се жени повторно през 1925 година за Хелън Щулц, с която имат деца. Той никога повече не вижда сина си. Майката на Джордж се премества да живее в Калифорния при сестра си. Там Хелън Лешер се омъжва за Франк Бесоло, които осиновява бебето ѝ. Бракът им издържа 15 години. Докато Джордж посещавал роднини, Хелън се развежда с Франк Бесоло, като по-късно казва на Джордж, че той се е самоубил. Катрин Чейс, братовчедка на Рийвс, разказва пред биографа Джим Бийвър, че Джордж в продължение на няколко години не знаел, че Франк Бесоло е жив и че всъщност не той е биологичният му баща.
Започва да се занимава с актьорско майсторство и пеене в гимназията. Когато учи в Пасадена Джуниър Колидж, той продължава със своите участия. Също така се е боксирал в тежка категория в аматьорски мачове, докато майка му Хелън не му наредила да спре, преди спортът да развали хубавия му външен вид.